# Clan Baba (Shinano)
Le clan Baba (Shinano) (信濃馬場氏, Shinano Baba-shi) est un clan japonais de samouraïs de la province de Shinano (district de Kiso), prétendant descendre en ligne directe de Minamoto no Tameyoshi et connu à l'époque Sengoku au XVIe siècle.

## Source de la traduction
- (en) Cet article est partiellement ou en totalité issu de l’article de Wikipédia en anglais intitulé « Baba clan (Shinano) » (voir la liste des auteurs).